# Thecla nota
Thecla nota är en fjärilsart som beskrevs av Druce 1907. Thecla nota ingår i släktet Thecla och familjen juvelvingar. Inga underarter finns listade i Catalogue of Life.